# Arrondissement Duinkerke
Duinkerke (Frans: Dunkerque) is een arrondissement van het Franse Noorderdepartement in de regio Hauts-de-France. De onderprefectuur is Duinkerke.
Het arrondissement ontstond door een decreet van 10 september 1926, dat voorzag in de samensmelting van de toenmalige arrondissementen van Duinkerke en Hazebroek.

## Kantons
Het arrondissement is na de reorganisatie van de kantonnale indeling in Frankrijk van 2014-15 samengesteld uit de volgende kantons:
- Kanton Belle
- Kanton Duinkerke-1
- Kanton Duinkerke-2
- Kanton Groot-Sinten
- Kanton Hazebroek
- Kanton Nieuw-Koudekerke
- Kanton Wormhout

Voor 2015 was het arrondissement Duinkerke ingedeeld in de volgende kantons:
- Kanton Belle-Noordoost
- Kanton Belle-Zuidwest
- Kanton Broekburg
- Kanton Groot-Sinten
- Kanton Duinkerke-Oost
- Kanton Duinkerke-West
- Kanton Grevelingen
- Kanton Hazebroek-Noord
- Kanton Hazebroek-Zuid
- Kanton Hondschote
- Kanton Kassel
- Kanton Meregem
- Kanton Nieuw-Koudekerke
- Kanton Sint-Winoksbergen
- Kanton Steenvoorde
- Kanton Wormhout